# 崔浩
崔浩（381年—450年7月5日），字伯淵，清河郡东武城县（今河北省衡水市故城县）人。中國南北朝時期的北魏政治家。

## 生平
崔浩出身於清河崔氏，是崔玄伯的長子，母親盧氏是盧諶的孫女。和范陽高門盧玄是表兄弟。連姻皆士族。《魏書·崔浩列傳》說他：“少好文學，博覽經史。玄象陰陽，百家之言，無不關綜，研精義理，時人莫及”，長相如美貌婦人，自比張良。崔浩曾仕北魏道武、明元、太武三帝，官高至司徒，是太武帝最重要的謀臣之一，對促進北魏統一北方做出了貢獻。崔浩屢次力排眾議，根據星象和人事判斷時機，使太武帝得以依次成功擊滅胡夏、滅北涼並出擊柔然，這些軍事行動使北魏得以解除來自北方和西北方的威脅。尤其是北涼的滅亡，使北魏打開了通往西域的商道。
北魏太武帝拓跋燾鎮壓蓋吳起義的過程中，曾親見寺僧藏匿武器，崔浩篤信道教，主張崇道廢佛。北魏太武帝下令關閉長安沙門，焚燒寺院，搗毀佛像，為“三武滅佛”之一。寇謙之以殺僧過多，曾苦求崔浩，阻止滅佛行動，“一境之內，無復沙門”。但由於崔浩試圖“齊整人倫，分明士族”，盧玄勸他：“夫創制立事，各有其時，樂為此者，詎幾人也？宜其三思。”又敢於和太子爭任官員，引起鮮卑貴族的不滿。
神䴥二年（429年），崔浩與弟崔覽、鄧穎、晁繼、黃輔等共同著述《國書》。太延五年（439年）崔浩因修“國史”不避忌諱，著作令史閔湛、郗標竟勸其刻史於石上，樹在道路的兩旁，費銀三百萬，高允曾預言：“閔湛所營，分寸之間，恐為崔門萬事之禍。吾徒無類矣。”於是“北人咸悉憤毒，相與構浩於帝”，此事最終得罪了太武帝，被囚於木籠之內，“送於城南，使衛士數十人溲於其上，呼聲嗷嗷，聞於行路。”太平真君十一年六月己亥（450年7月5日），崔浩被杀，其血族姻亲盡遭株连，牽連范陽盧氏、河東柳氏以及太原郭氏，“自宰司之被戮辱，未有如浩者”。

## 政治理想
《魏書‧崔浩傳》提到崔浩「留心於制度、科律及經術之言。作家祭法，次序五宗，蒸嘗之禮，豐儉之節，義理可觀。性不好老莊之書。」這是東漢以來儒家大族的傳統，後面又謂崔浩「上推太初，下盡秦漢變弊之跡，大旨先以復五等為本。」其中「五等」即是儒家士族的理想，《三國志》〈魏志‧陳留王奐傳〉記載：「相國晉王奏復五等爵。」可見得崔浩與司馬氏的理想相符。
崔浩選士是家世與人倫並進，在他心目中，能具備高官及儒學二條件之姓族，才是他理想的一等門第，透過選士，最終目的就是復興儒家的五等爵制。《北史‧李訢》提到選助教時，崔浩「舉其弟子箱子與盧度世、李敷三人應之。」他不選李訢是因為他出自范陽李氏，非高門大族，李敷出自趙郡李氏，卢度世出自范陽盧氏，皆出自高門。

## 死因
《魏書‧盧玄傳》記載崔浩欲「齊整人倫，分明姓族」，盧玄曾經勸他「宜其三思」，崔浩的態度是「雖無異言，竟不納。」
陳寅恪认为：「崔浩之死，或以為是華夷之辨的民族問題，或以為是佛道之爭的宗教問題，其實不然，其主要原因應在社會階級方面，即崔浩欲『齊整人倫，分明姓族』。終因國史之事罹禍。」
據萬繩楠的 《陈寅恪魏晋南北朝史演讲录》所分析，華夷之辨實非崔浩致死之因，《宋書‧柳元景傳》記載柳光世言：「虜主拓跋燾南寇汝、潁，浩密有異圖，光世要河北義士為浩應。浩謀泄被誅，河東大姓坐連謀夷滅者甚眾。」似崔浩有民族意識，其實不對，因為崔浩常為鮮卑出謀獻策，對北魏幫助莫大，例如《魏書‧崔浩傳》中記載他上諫阻止遷都，其中精確的分析利害：「今留守舊部，分家南徙，恐不滿諸州之地……屈丐、蠕蠕必提挈而來，雲中、平城則有危殆之慮，阻隔恒代千里之險，雖欲救援，赴之甚難，如此則聲實俱損矣。」後又對南北朝情勢做出準確的評估，說：「裕新死，黨與未離，兵臨其境，必相率拒戰，功不可必，不如緩之，待其惡稔。如其強臣爭權，變難必起，然後命將揚威，可不勞士卒，而收淮北之地。」對鮮卑可謂不遺餘力，《宋書‧柳元景傳》說的偏袒南朝實則是崔浩依實際情勢做的判斷而已。且《魏書‧盧度世傳》論及崔浩竟未提崔浩密有异图之事，《通鑑‧考異》司馬光亦云：「《宋書‧柳元景傳》與魏事不同，今從《後魏書》。」可見得柳光世之言，不過虛張華夷之見自托於南朝，不足為據。
至於佛道之爭極可能是崔浩致死的原因之一，《魏書‧釋老志》記載太武帝拓跋燾西征蓋吳到長安，看到寺廟中多有兵器，怒曰：「此非沙門所用，當與蓋吳通謀，規害人耳！」而崔浩本信天師道，遂「因進其說」，最後太武帝「詔誅長安沙門，焚破佛像。」太子拓跋晃與崔浩在宗教上是分歧的，他「素敬佛道。頻上表，陳刑殺沙門之濫，又非圖像之罪。」可是太武帝不願買帳，反而變本加厲的下詔「有事胡神及造形像泥人、銅人者，門誅。」直到崔浩死後才「頗悔之」。在廢佛問題上，崔浩與太子拓跋晃雖是衝突的，但拓跋晃所上的表文並未言及崔浩。
王船山《讀通鑑論 卷十五 文帝》曰於崔浩以史被殺，而重有感焉。浩以不周身之智，為索虜用，乃欲伸直筆於狼子野心之廷，以速其死，其愚固矣。然浩死而後世之史益薉，則浩存直筆於天壤，亦未可沒也。直道之行於斯民者，五帝、三王之法也，聖人之教也，禮樂刑政之興廢，荒隅盜賊之緣起，皆於史乎徵之，即有不典，而固可徵也。若浩者，仕於魏而為魏史，然能存拓拔氏之所繇來，詳著其不可為君師之實，與其乘閒以入中國之禍始，俾後之王者鑒而知懼，以制之於早，後世之士民知媿而不屑戴之為君，則浩之為功於人極者亦偉矣。浩雖殺，魏收繼之，李延壽繼之，撰述雖薉，而詰汾、力微之薉跡猶有傳者，皆浩之追敘僅存者也。
前乎此而劉、石、慕容、苻、姚、赫連之所自來佚矣；後乎此而契丹、女直、蒙古之所自出泯矣。劉、石、慕容、苻、姚、赫連之佚也，無史也；契丹、女直之泯也，蒙古氏諱其類，脫脫隱之也；然猶千百而存一也。宋濂中華之士，與聞君子之教，佐興王以復中華者也，非有崔浩族誅之恐。而修蒙古之史，隱其惡，揚其美，其興也，若列之漢、唐、宋開國之君而有餘休；其亡也，則若無罪於天下而不幸以亡也。濓史成，而天下之直道永絕於人心矣。濂其能無媿於浩乎？浩以赤族而不恤，濂以曲徇虞集、危素而為蒙古掩其腥穢，使後王無所懲以厚其防，後人無所魏以潔其身。人之度量相越，有如此哉！後之作者，雖欲正之，無征而正之，濂之罪，延於終古矣。
王船山則認為崔浩雖屈身仕索虜，而直書鮮卑猾夏，沐猴而冠，以主中原之經過，著其腥穢，以誡後世之人夷狄之害，以盡其職，實有功於中國。

## 家庭

### 弟弟
- 崔簡，一名覽，北魏大臣、書法家，歷任中書侍郎、征虜將軍，爵五等侯
- 崔恬，官至上黨太守、平南將軍、豫州刺史。封陽武侯，與崔浩一同被誅

### 夫人
- 河东柳氏，北魏折冲将军、河北郡太守、西陵男柳光世姐姐[10]
- 太原郭氏，北魏并州别驾郭逸之女[11][12][13][14]
- 太原郭氏，郭逸小女儿[13][14][11][12]

## 延伸阅读
[在维基数据编辑]
 《魏書·卷35》，出自魏收《魏书》